# La pulquería (película)
La pulquería es una película de comedia estrenada en 1981 dirigida por Víctor Manuel Castro.

## Trama
En la pulqueria el apuesto Gerardo, enamorado de Norma su bella psiquiatra, trata de recuperar su potencia masculina mientas el diablo, que ha venido a la tierra para descubrir qué es el amor, se emborracha y pierde su reino. 

## Reparto
| - Jorge Rivero como Gerardo - Sasha Montenegro como Norma - Rebeca Silva como Chabelita - Rafael Inclán como El Ayates - Isela Vega - Alfonso Zayas como Mefistofeles - Norma Alvarado - Sonia Camacho - America Cisneros - Arturo Cobo - Mari Carmen Conde - Enrique Cuenca - Luis de Alba como General Tlacoyo - Guillermo de Alvarado - Michelle Dubois - César Escalero - Margarito Esparza - Isaura Espinoza | - Mayte Gerald - Michel Grayeb - Lucía Gálvez - Manuel «Flaco» Ibáñez - Gloria Alicia Inclán - Héctor Kiev - Carolina Magaña - Patricia Martínez - Jeannette Mass - Jorge Mondragón - Xorge Noble como El Sapo - Ruben «El Púas» Olivares como Nacho - Polo Ortín - Doris Pavel - Roberto G. Rivera - Carmen Salinas como La Corcholata - Shandira - Alfredo Solares - Rafael Torres - Manuel «Loco» Valdés como Dr. Martínez - Pedro Weber «Chatanuga» |